# シムソンズ
シムソンズは、2002年のソルトレークシティオリンピックに出場した女子カーリングチーム。

## 解説
北海道常呂郡常呂町（2006年3月北見市と合併）出身の加藤章子、林弓枝、小野寺歩、堀（小仲）美香の4名から編成された。加藤は9歳からのカーリング経験をもち、中学時代の同級生の林、小野寺とチームを組む。その後、高校時代に堀が参加する。
ソルトレークシティオリンピック後、2007年の世界女子カーリング選手権の開催に向けて強化を図る青森市の申し出に応じて小野寺、林が拠点を青森に移したため、チームは解散した。その後、小野寺と林は、チーム青森に参加し日本代表チームとして2006年トリノオリンピックに出場し、さらに北海道銀行フォルティウスで日本代表として2014年ソチオリンピックにも出場している。
2006年公開の日本映画『シムソンズ』は、このチームについての実話を元にした青春映画である。

## 「シムソンズ」命名の由来
加藤、林、小野寺が常呂中学時代に「Simsons（シムソンズ）」を結成した。その名前の由来は、アメリカのテレビアニメ『Simpsons』（原題：The Simpsons〈ザ・シンプソンズ〉）の綴りを誤ってしまったことからという。

## 戦歴
- 2000年 日本選手権代表落ち
- 2001年3月 日本選手権優勝。
- 2001年3月 ソルトレークシティオリンピック女子カーリング日本代表決定戦にて勝利し、ソルトレークシティオリンピック代表チームとなる。
- 2002年 ソルトレークシティオリンピックにスキップ加藤章子、サード林弓枝、セカンド小野寺歩、リード小仲美香にチーム外からリザーブとして石崎琴美（東光舗道） を迎え、出場。2勝7敗で予選落ち。8位入賞。
  - 対アメリカ 7-8
  - 対イギリス 1-9
  - 対ドイツ 3-5
  - 対スイス 7-8
  - 対スウェーデン 7-8
  - 対カナダ 4-9
  - 対ノルウェー 5-8
  - 対ロシア 7-6
  - 対デンマーク 6-5

## 関連書籍
- 森谷雄「シムソンズ」（ポプラ社）ISBN 4591089762